# Hiroyuki Kobayashi
Hiroyuki Kobayashi (小林裕幸?, Kobayashi Hiroyuki.; Nagoya, 12 agosto 1972) è un informatico giapponese.
Programmatore di Resident Evil, ha lavorato per Capcom dal 1995 al 2022 producendo giochi appartenenti alle serie Devil May Cry, Dino Crisis e Resident Evil.